# Trihesperus
Trihesperus, rod saburovki, dio porodice šparogovki. pripadaju mu dvije priznate vrste raširene po zapadnim predjelima Južne Amerike, od Kolumbije na sjeveru, do sjeverozapadne Argentine na jugu.

## Vrste
1. Trihesperus glaucus (Ruiz & Pav.) Herb.
2. Trihesperus latifolius (Kunth) Herb.